# Гай Юлий Авит Алексиан
Гай Юлий Авит Алексиан, также упоминаемый в античных источниках под именем Ю́лий Aви́т (лат. Gaius Julius Avitus Alexianus) — римский государственный деятель конца II века — начала III века, консул-суффект около 200 года, предок нескольких императоров из династии Северов. Представитель всаднического рода, Алексиан сделал долгую карьеру, занимая ряд должностей в имперской администрации.

## Биография

### Карьера
Алексиан имел римское гражданство и происходил из сословия всадников. Он родился и вырос в Эмесе (современный город Хомс, Сирия). О предках Алексиана нет никаких сведений. Исходя из предполагаемой даты рождения дочери Гая можно сделать вывод, что он родился около 155 года.
Данные о карьере Алексиана известны благодаря длинной надписи, обнаруженной в иллирийском городе Салона (современный Сплит, Хорватия). Свой cursus honorum он начал со службы в армии. Алексиан возглавлял в ранге префекта вспомогательное подразделение петрейцев, затем служил трибуном в одном из легионов, а после руководил кавалерийским эскадроном. Позднее, около 193 года, Алексиан находился на посту прокуратора по продовольственному снабжению Рима из Остии. Примерно в то же время его старшая дочь Юлия Соэмия вышла замуж за Секста Вария Марцелла. Юлия Мамея вступила в брак с Марком Юлием Гессием Марцианом несколько позднее.
Некоторое время спустя Авит был возведён в сенатское сословие императором Септимием Севером и получил звание vir clarissimus. Войдя в состав сената, Алексиан около 194 года занимал должность претора. В рассматриваемый период времени он вошёл в состав коллегии жрецов обожествленного императора Тита. После этого, в 195—196 годах Авит находился на посту легата IV Счастливого Флавиева легиона, дислоцировавшегося в Сингидуне. В 196/197—200 годах он находился во главе провинции Реция в ранге легата пропретора. Во время своего наместничества в Реции по его приказу был сооружен жертвенник в честь эмесского бога Эль-Габала. В настоящее время алтарь находится на хранении в музее в Аугсбурге.
Авит занимал должность консула-суффекта около 200, возможно, 198 или 199 года. После этого наступает продолжительный перерыв в его карьере. Алексиан не вернулся в армию или политику, вероятно, из-за начала борьбы Септимия Севера с префектом претория Гаем Фульвием Плавтианом. После падения и гибели Плавтиана в 205 году Алексиан продолжил службу и принимал участие в походе Септимия Севера в Британии, проходившем в 208—211 годах.
В эпоху правления сына и преемника Септимия Севера Каракалле Алексиан в течение некоторого времени был префектом детских приютов в Италии. Около 214 года он занимал должность легата пропретора Далмации. Между 215 и 216 годом Алексиан находился на посту проконсула Азии, а затем руководил Месопотамией. В 216—217 годах он сопровождал Каракаллу в его кампании против государства Сасанидов. Авит скончался от старости в 217 году после убийства Каракаллы (8 апреля 217 года) по дороге на Кипр, будучи посланным туда государем для исполнения обязанностей советника наместника.

### Брак и потомки
Путём брака Алексиан породнился с царским родом Эмесы и правившей римским государством династией Северов. Алексиан был женат на старшей дочери первосвященника Храма Солнца Гая Юлия Бассиана Юлии Месе. Младшая сестра Юлии Месы, Юлия Домна, стала женой римского императора Септимия Севера, в браке с которым родились два будущих императора — Каракалла и Гета.
Mеса родила Алексиану двух дочерей — Юлию Соэмию Бассиану и Юлию Авиту Мамея. Внуками Алексиана были римские императоры Гелиогабал (Секст Варий Авит Бассиан) и Александр Север (Марк Юлий Гессий Бассиан Алексиан).